# Ciosmy
Ciosmy is een plaats in het Poolse district  Biłgorajski, woiwodschap Lublin. De plaats maakt deel uit van de gemeente Biłgoraj en telt 376 inwoners.